# 楊脩 (嘉靖進士)
楊脩（1521年—？），字子吉，號鑑谷，四川順慶府南充縣人，醫籍，明朝政治人物。

## 生平
嘉靖三十一年（1552年）四川鄉試第七名舉人。嘉靖三十五年（1556年）中式丙辰科二甲第八十三名進士。户部观政，授南京礼部主事，历升郎中，隆慶元年（1567年）復除刑部署郎中，二年正月升雲南佥事，致仕。

## 家族
曾祖楊道達；祖父楊錫；父楊沐，贈刑部郎中。嫡母馮氏，贈安人；生母王氏，贈安人。妻唐氏，兄儲；仕（監生），弟備；倌；作。